# Linha de São Vicente a Santana
A Linha de São Vicente a Santana foi uma linha férrea planeada, mas nunca construída, que ligaria as povoações de São Vicente e Santana, na Ilha da Madeira, em Portugal.

## História

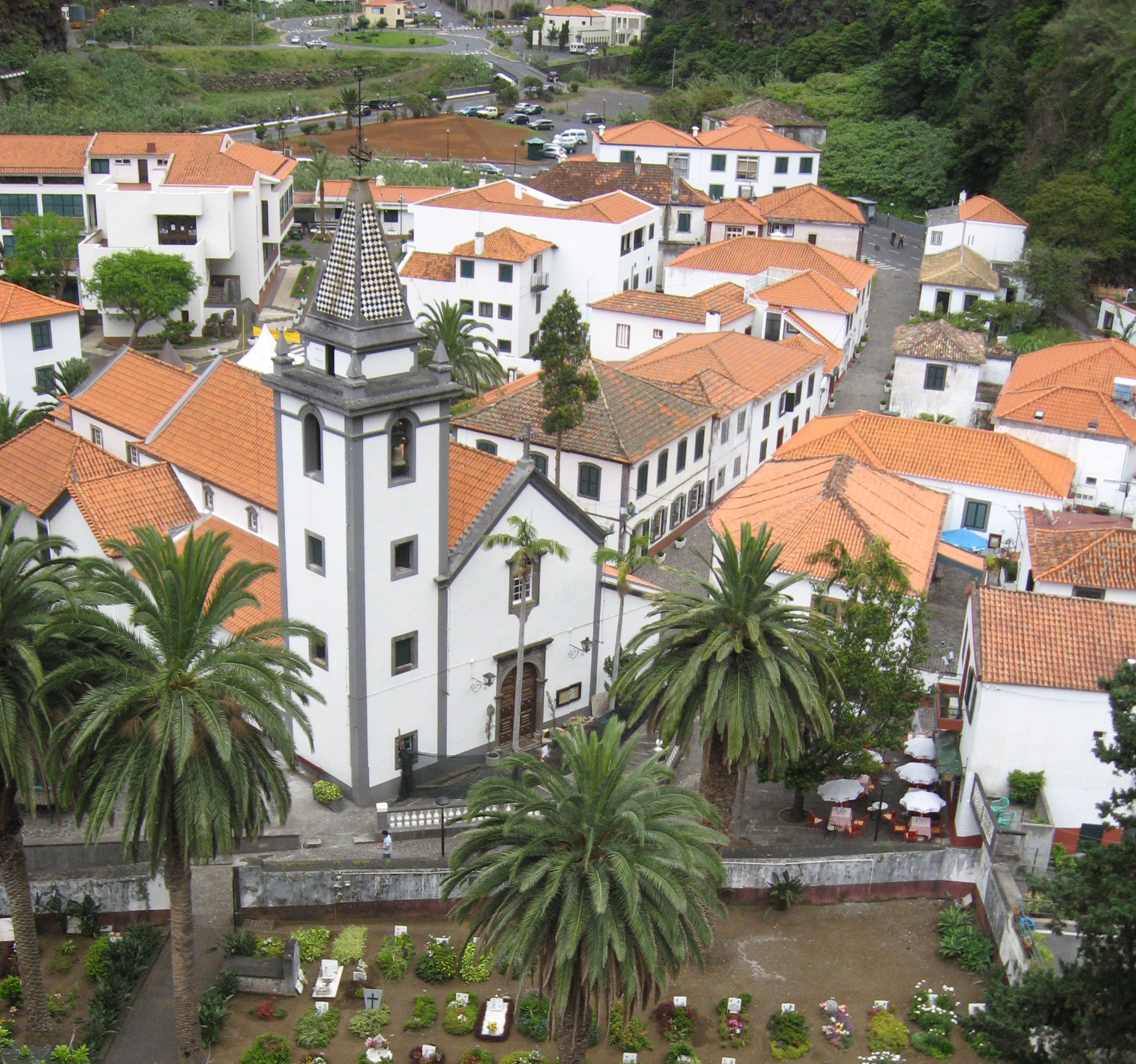
Vila de São Vicente.

A Gazeta dos Caminhos de Ferro de 16 de Setembro de 1903 noticiou que o Marquês do Funchal tinha pedido autorização para construir e explorar, durante um prazo de 99 anos, um caminho de ferro eléctrico de São Vicente a Santana. A linha deveria passar por Ribeira Brava, Funchal, Santa Cruz, Machico, Porto da Cruz e Faial, e teria vários ramais para ligar a outras povoações na ilha. A energia para mover os comboios seria produzida a partir de centrais eléctricas nas quedas de água, que também seriam utilizadas para iluminação. A Gazeta informou igualmente que na última sessão do Conselho Superior de Obras Públicas tinha sido apresentado um requerimento semelhante, feito em Abril do mesmo ano, e pelo qual Augusto Forjaz Pereira de Sampaio tinha pedido uma concessão de 99 anos para construir várias linhas férreas na Ilha da Madeira, utilizando material circulante eléctrico ou a vapor, e também aproveitando a energia eléctrica dos rios e das quedas de água.
Em 16 de Dezembro de 1908, a Gazeta reportou que tinha sido pedida a concessão para um caminho de ferro entre os concelhos de São Vicente e Ribeira Brava.